# 梶栗正義
梶栗 正義（かじくり まさよし、1970年〈昭和45年〉 - ）は、日本の政治活動家、宗教家。世界平和統一家庭連合（旧統一教会）の関連団体である「国際勝共連合」、「世界平和連合」、「平和大使協議会」、「国際ハイウェイ財団」の会長、「UPFジャパン」（天宙平和連合の日本支部）の議長を務めている。父親は日本統一教会第12代会長の梶栗玄太郎。

## 経歴
東京都に、43双祝福家庭の梶栗玄太郎・惠李子の長男として生まれる。日本の祝福二世の第1期生である。「正義」という名は文鮮明が付けた。
1983年3月、渋谷区立の小学校を卒業。文鮮明の意向により、同年、韓国の中学校に留学した。
1992年、二世200双として祝福を受け、妻・本子との間に2男1女をもうけた。
二世局教育部長、希苑教会初代教会長、ワールドカープジャパン（原理研究会）第8代会長、世界平和青年連合第2代会長、平和大使協議会中央会副会長、拉致監禁対策日本委員会実行委員長、阿蘇教会教会長などを歴任。
2009年9月16日に鳩山由紀夫内閣が成立。自由民主党は政権を失った。2010年、文鮮明は、イギリスやイスラエルで宣教を行っていた阿部正寿を帰国させ、安倍晋三に接近するよう指令を出した。同年8月3日、梶栗は日本統一教会の元会長の小山田秀生とともに安倍の国会事務所を訪ねた。梶栗と安倍はこのとき初めて会った。
2017年、太田洪量が国際勝共連合会長と世界平和連合会長を退任し、徳野英治がUPFジャパン議長を退任。梶栗はそれぞれの役職に就任した。そのほか、平和大使協議会会長、国際ハイウェイ財団会長を兼任。全国の統一教会関係のイベントで講演を行う。
2019年10月4日、自民党政調会長だった岸田文雄は、来日中の元米国下院議長のニュート・ギングリッチと党本部で30分以上にわたり会談し、梶栗と米国の統一教会元会長でUPFインターナショナル会長のマイケル・ジェンキンスは会談に同席した。翌10月5日、天宙平和連合は、国際会議「ジャパンサミット＆リーダーシップカンファレンス」をホテルナゴヤキャッスルで開催。同日に来日した韓鶴子と梶栗は壇上に上がり、ニュート・ギングリッチも出席した。韓鶴子、梶栗、徳野英治らは、会議にあわせて名古屋市を訪れた教団シンパの山際大志郎と記念写真を撮った。翌10月6日、「孝情文化祝福フェスティバル 名古屋4万名大会」が常滑市の愛知県国際展示場で開催され、4000組8000名が「既成祝福」を受け、70人の地方議員が教団信者となった。
2021年6月11日、天宙平和連合が創設した世界平和国会議員連合の日本の議員連盟「日本・世界平和議員連合懇談会」の総会が衆議院第一議員会館で開催。同議連は前年に設立された団体で、初代会長は大野功統だった。総会で梶栗は顧問に選出された。
同年6月上旬、梶栗と国際勝共連合の関係者は安倍晋三と面会し、同年9月に開催されるUPF主催の「神統一韓国のためのTHINK TANK 2022 希望前進大会」への登壇を依頼した。梶栗は「もしドナルド・トランプさんが出るなら、安倍先生も出るようなことはあり得ますか？」と尋ねたが、安倍は明確に回答しなかった。梶栗は夏頃、元首相3人に登壇のオファーをした。3人からはいずれも断られた。8月5日、教団のユン・ヨンホ世界宣教本部長は、トランプ元米国大統領の出演が決まったことを梶栗に告げ、安倍に再度接触するよう指示した。梶栗は安倍の説得に動き、8月24日、安倍はこれを承諾した。同年9月12日に韓国・清平の清心ワールドセンターで開催された「希望前進大会」で、安倍のビデオメッセージはオンラインで全世界に配信された。
2022年6月13日に開かれた「日本・世界平和議員連合懇談会」の総会で、前年に続いて顧問に選出され、講演を行った。講演の際、統一教会の関連団体「平和政策研究所（IPP）」が発行する「政策情報レポート」や、「次期参議院選挙の地方区で、世界平和連合の応援を希望する議員がおられればお書き下さい」と書かれたアンケートを配布し、教団と国会議員と間のパイプづくりを積極的に推し進めている。
同年7月8日、安倍晋三が奈良市で銃撃され死亡。逮捕された被疑者は、前述の安倍のビデオメッセージを見て殺害を決意したと供述した。8月26日、NHK『クローズアップ現代』は梶栗をインタビュー。梶栗は、岸信介と国際勝共連合との結びつきや安倍晋三と教団の関わりについて次のように答えた。
同年8月29日、『クローズアップ現代』が放映。梶栗にとって初めてのテレビインタビューとなった。上記の発言は同日に更新された番組公式サイトに掲載された。